# Yang Man
Yang Man (2 de novembro de 1995) é uma futebolista profissional chinesa que atua como meia.

## Carreira
Yang Man fez parte do elenco da Seleção Chinesa de Futebol Feminino, nas Olimpíadas de 2016. 